# Sint-Jozefskerk (Ukkel)

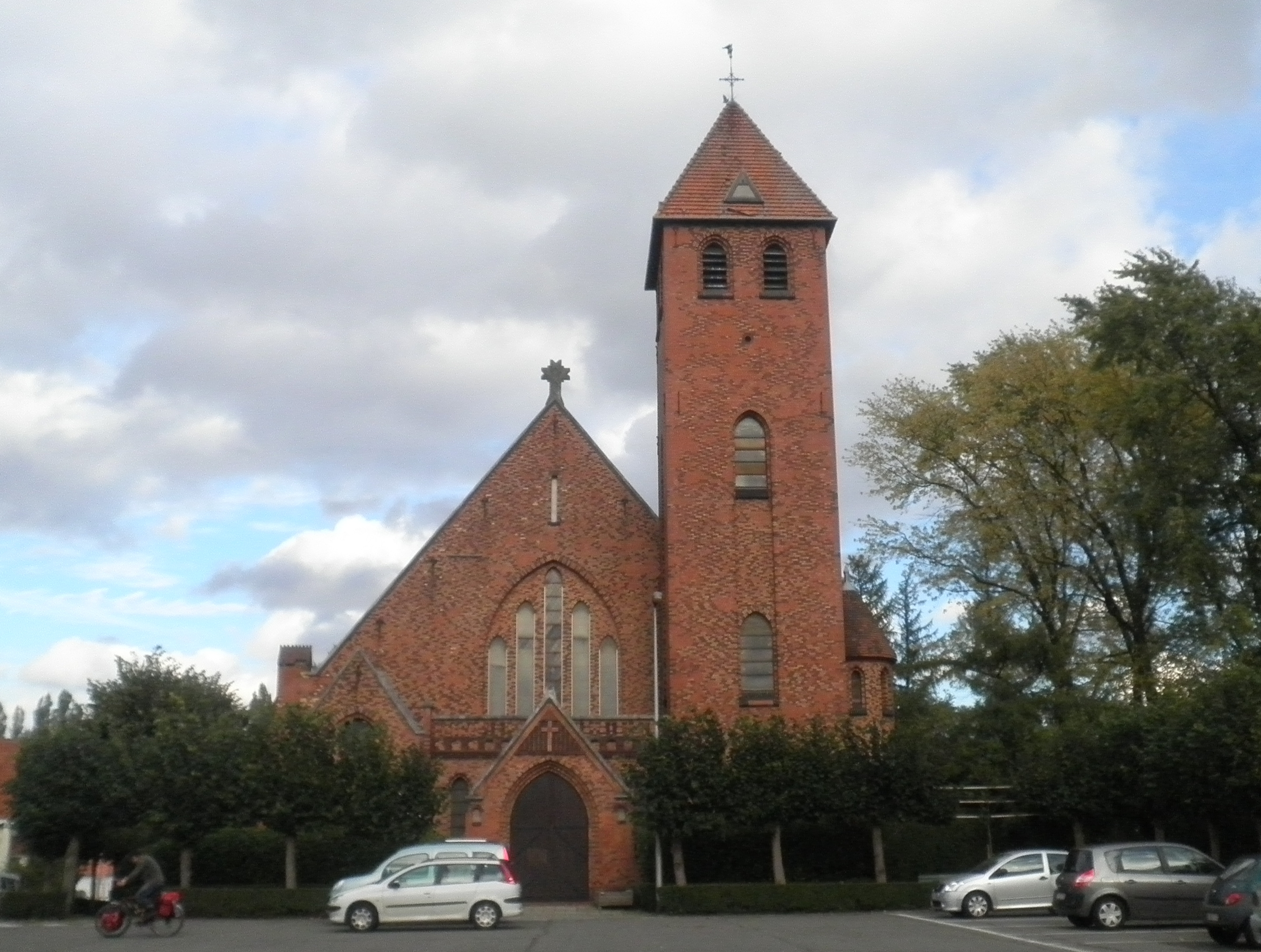
Sint-Jozefskerk van Ukkel

De Sint-Jozefskerk (Frans: Église Saint-Joseph) is een kerkgebouw in de Belgische gemeente Ukkel in het Brussels Hoofdstedelijk Gewest. De kerk staat aan het Canteclaervoorplein in de tuinwijk Homborch.
De kerk is gewijd aan Sint-Jozef.

## Geschiedenis
In 1942-1949 werd de kerk gebouwd.

## Gebouw
Het bakstenen kerkgebouw bestaat uit een naast de lengteas in het front gebouwde kerktoren en een schip met vier traveeën. De ongelede kerktoren wordt gedekt door een tentdak.